# Promozione Umbria 1955-1956
La Promozione fu il massimo campionato regionale di calcio disputato in Umbria nella stagione 1955-1956.

## Squadre partecipanti
| Squadra                                  | Città (provincia)                       | Stagione 1954-55                         |
| ---------------------------------------- | --------------------------------------- | ---------------------------------------- |
| A.S. Angelana                            | Santa Maria degli Angeli di Assisi (PG) | 8° in Promozione Umbria                  |
| G.C.G. Grifo Perugia                     | Perugia                                 | 12° in Promozione Umbria                 |
| A.C. Giontella Bastia                    | Bastia Umbra (PG)                       | 4° in Promozione Umbria                  |
| S.S. Gualdo                              | Gualdo Tadino (PG)                      | 6° in Promozione Umbria                  |
| A.S. Gubbio                              | Gubbio (PG)                             | 4° in Promozione Umbria                  |
| Ass. I.N.A. Sport                        | Terni                                   |                                          |
| U.P. Narnese                             | Narni (TR)                              | 7° in Promozione Umbria                  |
| U.S. Orvietana                           | Orvieto (TR)                            | 2° in Promozione Umbria                  |
| S.S. Tiberis                             | Umbertide (PG)                          | 8° in Promozione Umbria                  |
| S.S. Marzia Todi                         | Todi (PG)                               | 10° in Promozione Umbria                 |
| C.S. Trasimeno Sez. Calcio "Remo Zenobi" | Castiglione del Lago (PG)               | 1° in Prima Divisione Umbria/A, promosso |
| S.S. Virtus Spoleto                      | Spoleto (PG)                            | 3° in Promozione Umbria                  |

## Classifica finale
|  | Pos. | Squadra              | Pt | G  | V  | N  | P  | GF | GS | DR  |
|  | ---- | -------------------- | -- | -- | -- | -- | -- | -- | -- | --- |
|  | 1.   | Giontella Bastia     | 34 | 22 | 14 | 6  | 2  | 45 | 17 | +28 |
|  | 2.   | Gubbio               | 34 | 22 | 14 | 6  | 2  | 48 | 21 | +27 |
|  | 3.   | Virtus Spoleto       | 33 | 22 | 14 | 5  | 3  | 54 | 17 | +37 |
|  | 4.   | Marzia Todi          | 27 | 21 | 10 | 7  | 4  | 26 | 15 | +11 |
|  | 5.   | Angelana             | 22 | 21 | 9  | 4  | 8  | 35 | 27 | +8  |
|  | 5.   | Trasimeno            | 22 | 22 | 8  | 6  | 8  | 23 | 26 | -3  |
|  | 7.   | Gualdo               | 19 | 22 | 6  | 7  | 9  | 37 | 36 | +1  |
|  | 7.   | Orvietana            | 19 | 22 | 4  | 11 | 7  | 29 | 30 | -1  |
|  | 9.   | Narnese              | 17 | 22 | 7  | 3  | 12 | 29 | 46 | -17 |
|  | 10.  | I.N.A. Sport         | 12 | 21 | 5  | 2  | 14 | 22 | 48 | -26 |
|  | 11.  | G.C.G. Grifo Perugia | 11 | 22 | 2  | 7  | 13 | 20 | 57 | -37 |
|  | 12.  | Tiberis              | 10 | 21 | 1  | 8  | 12 | 16 | 42 | -26 |

Legenda:

      Promossa in  IV Serie 1956-1957.
      Retrocessa in Prima Divisione Umbria 1956-1957.
Regolamento:

Due punti a vittoria, uno a pareggio, zero a sconfitta.
Note:

Il Giontella Bastia è stato promosso dopo aver vinto lo spareggio in campo neutro contro la ex aequo Gubbio.
La Tiberis è stata poi riammessa in Promozione Umbria.

### Risultati

#### Spareggio promozione
|                  | Risultati |        | Luogo e data            |
| ---------------- | --------- | ------ | ----------------------- |
| Giontella Bastia | 1-0       | Gubbio | Foligno, 20 maggio 1956 |
|                  |           |        |                         |